# Bivalyfejű gébics
A bivalyfejű gébics (Lanius bucephalus) a madarak osztályának verébalakúak (Passeriformes) rendjébe, a gébicsfélék (Laniidae) családjába tartozó faj.

## Rendszerezése
A fajt Coenraad Jacob Temminck és Hermann Schlegel írták le 1845-ben.

## Alfajai
- Lanius bucephalus bucephalus Temminck & Schlegel, 1845
- Lanius bucephalus sicarius Bangs & J. L. Peters, 1928[2]

## Előfordulása
Ázsiában, Észak-Korea, Dél-Korea, Japán, Kína és Oroszország területén honos. Kóborlásai során eljut Hongkongba, Tajvanba és Vietnámba is.
Természetes élőhelyei a tűlevelű erdők, mérsékelt övi erdők, valamint másodlagos erdők, szántóföldek, vidéki kertek és városi régiók. Vonuló faj.

## Megjelenése
Testhossza 20 centiméter, testtömege 34–54 gramm közötti.
|  |  |

## Életmódja
Főként rovarokat eszik, de néha apró gerinceseket is fog.

## Természetvédelmi helyzete
Az elterjedési területe rendkívül nagy, egyedszáma ugyan csökken, de még nem éri el a kritikus szintet. A Természetvédelmi Világszövetség Vörös listáján nem fenyegetett fajként szerepel.